# Notiochelidon
Notiochelidon är ett släkte med fåglar i familjen svalor inom ordningen tättingar. Släktet omfattar fyra arter som förekommer i Latinamerika från södra Mexiko till centrala Bolivia:
- Blåvit svala (N. cyanoleuca)
- Brunbukig svala (N. murina)
- Roststrupig svala (N. flavipes)
- Svarthättad svala (N. pileata)

DNA-studier visar dock att arterna inte är varandras närmaste släktingar. Istället delas det ofta numera upp, där blåvit svala förs till Pygochelidon, svarthättad svala till Atticora och roststrupig svala samt brunbukig svala till Orochelidon.